# Russian Village Boys
Russian Village Boys is een Russische hardbass groep. De groep is opgericht in Sint-Petersburg in 2014. De vier leden zijn allemaal gopniks.

## Achtergrond
Ze hebben een voorliefde voor Nederland, die ook in hun tweede album Russian Dutch terugkomt in het nummer Love Netherlands. De video daarvan belandde op de Nederlandse website Dumpert en werd veel bekeken. In Nederland traden ze op in Paradiso, 013 en het Paard. Op 6 november 2019 waren de Russian Village Boys aanwezig bij de 199ste aflevering van de serie Dumpertreeten.